# Argyrodiaptomus falcifer
Argyrodiaptomus falcifer is een eenoogkreeftjessoort uit de familie van de Diaptomidae. De wetenschappelijke naam van de soort is voor het eerst geldig gepubliceerd in 1905 door Daday.